# 正法寺 (岐阜市大仏町)
正法寺（しょうぼうじ）は、岐阜県岐阜市大仏町にある黄檗宗の寺院である。山号は金凰山。萬福寺の末寺。
本尊の釈迦如来は、岐阜大仏として知られている。
黄檗宗の寺院の特徴であるが、建物、作法などは中国風であり、一般的な日本の寺院とは大きく異なる。

## 歴史
- 1638年（天和3年）、広音和尚によって開かれる。
- 1692年（元禄5年）、黄檗宗に改宗。千呆和尚により開山。建物が整えられる。
- 1791年（寛政3年）頃、第11代推中和尚が大釈迦如来像の建立をはかり、大仏に使用する経本を集めだす。
- 1832年（天保3年）、第12代肯宗和尚の手により、大釈迦如来像（岐阜大仏）が完成する。

## 岐阜大仏

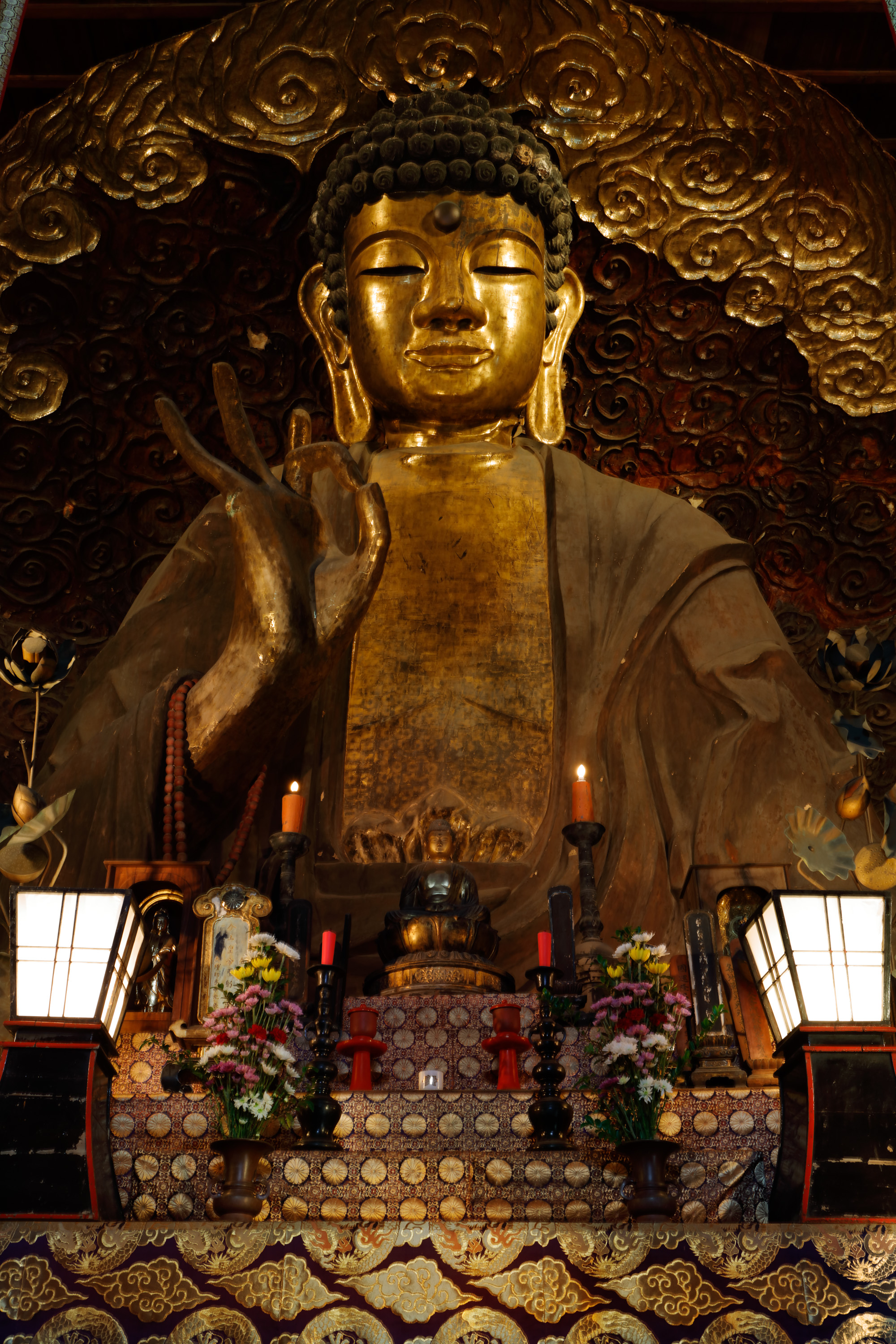
岐阜大仏

正法寺の本尊。釈迦如来の大仏で、日本最大の乾漆仏である。日本三大仏を称する。岐阜県指定重要文化財。
なお江戸時代には、奈良大仏（像高約14.7 m）、鎌倉大仏（像高約11.39 m）、方広寺大仏（京の大仏、像高約19 m）の三尊が、日本三大仏と称されていた。

## その他の文化財
岐阜県指定重要文化財
- 木造阿弥陀如来坐像[3]

岐阜市指定文化財
- 大仏殿

## 所在地
- 岐阜県岐阜市大仏町8

## 交通アクセス
- 無料の駐車場があるが、数台分しか無い。公共交通機関としては、岐阜駅及び名鉄岐阜駅より岐阜バスで岐阜公園、長良橋方面のバス（高富行き等）で「岐阜公園歴史博物館前」バス停下車徒歩5分。尚、岐阜駅及び名鉄岐阜駅に戻る場合、「大仏南・妙照寺前」バス停を利用する[4]。

## その他
- 境内の大仏香芳苑（正法寺香芳苑）では、普茶料理を頂くことができる。2日前までに予約が必要。
- Mr.マリックは子供の頃この境内でよく遊んだそうで、2022年（令和4年）現在の住職小林孝道はその当時の遊び仲間。[要出典]

## 参考画像

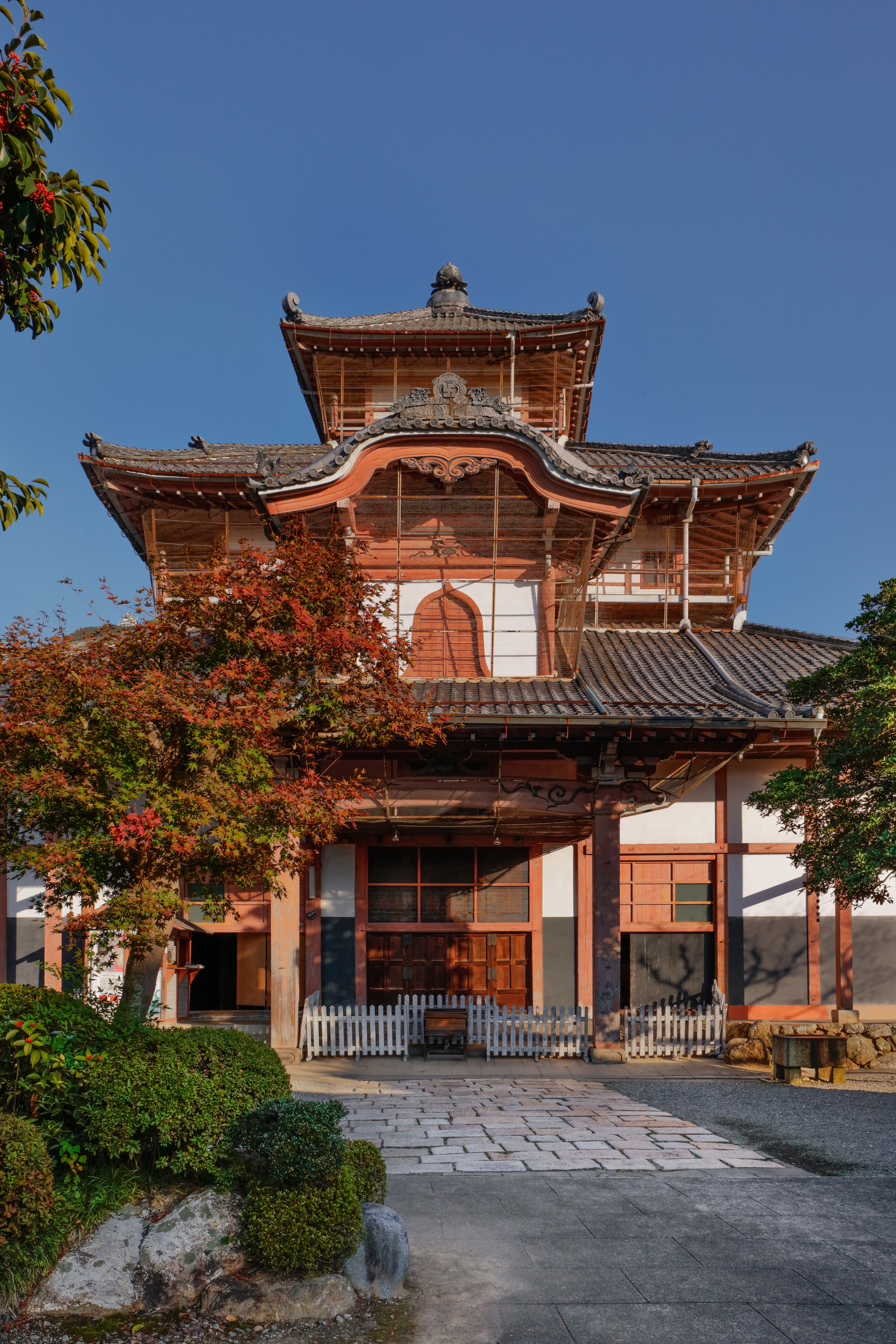
大仏殿
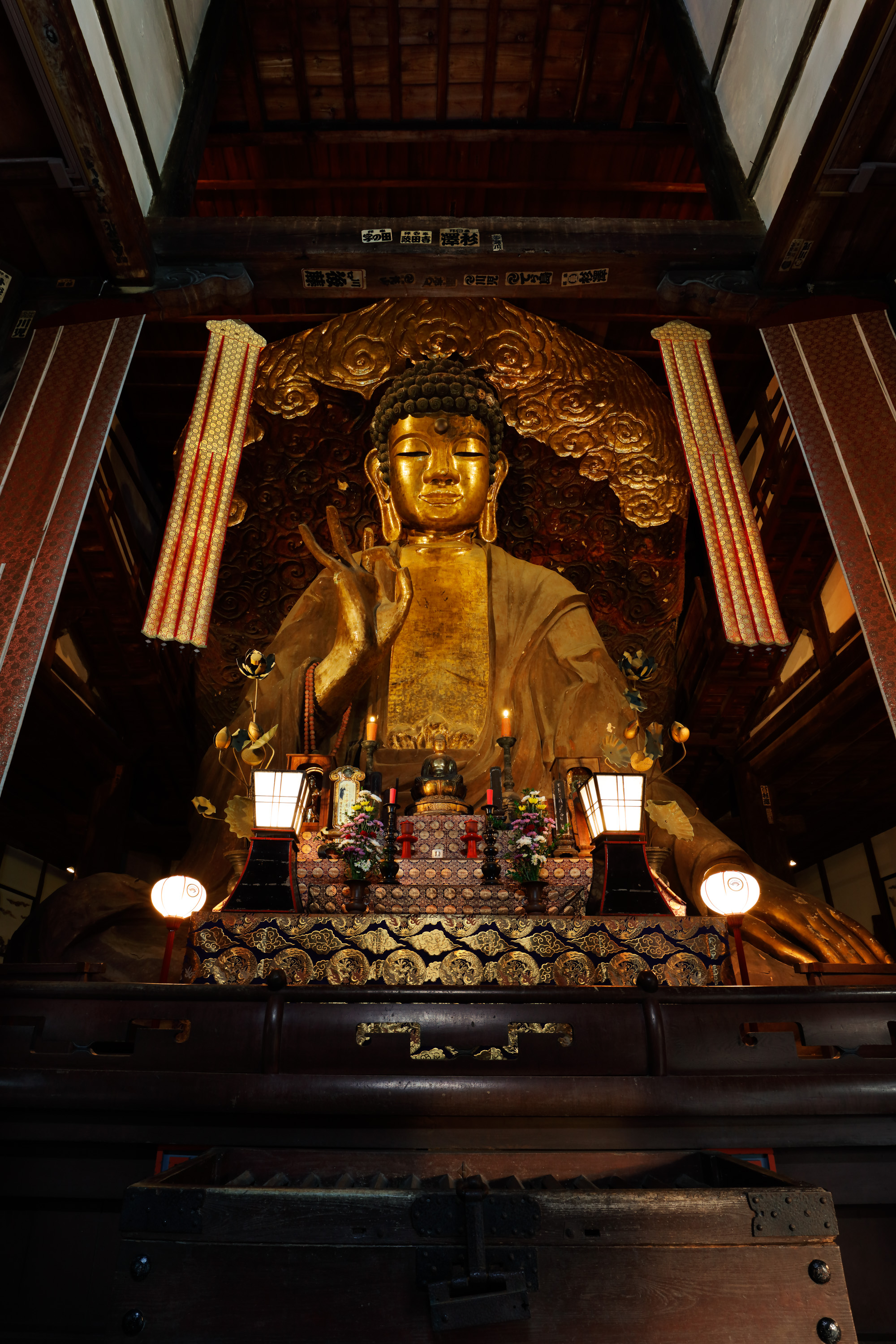
岐阜大仏
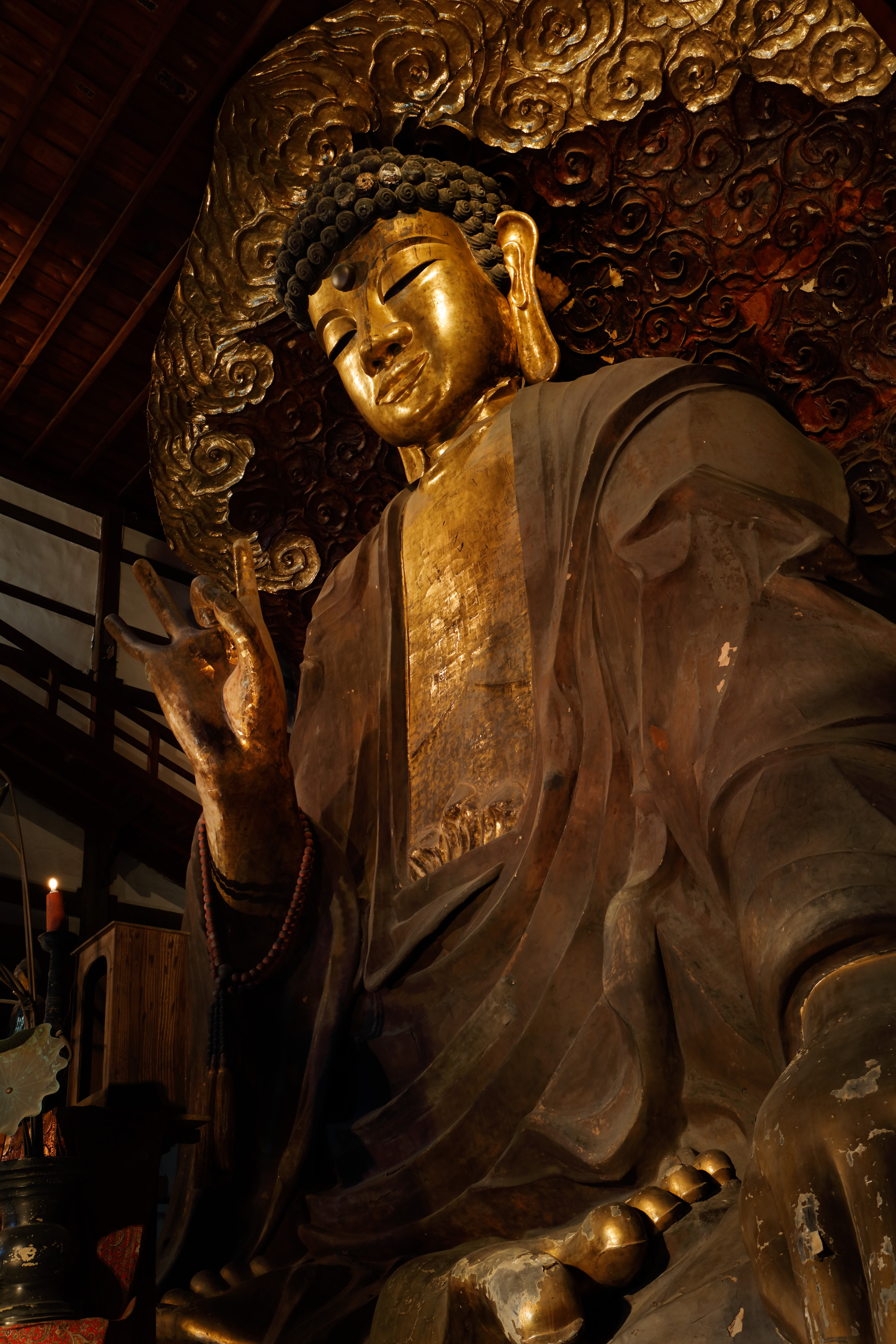
岐阜大仏
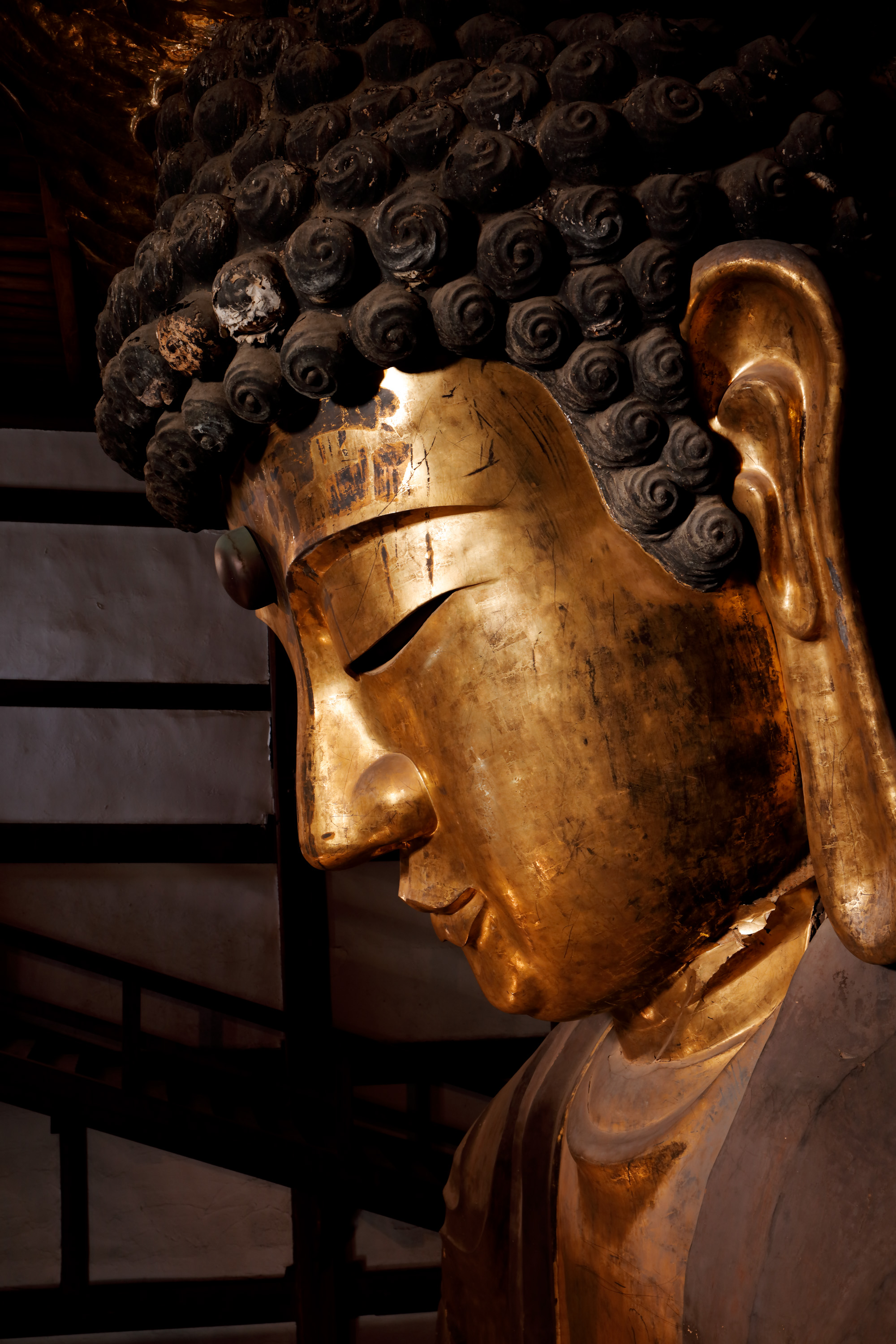
岐阜大仏
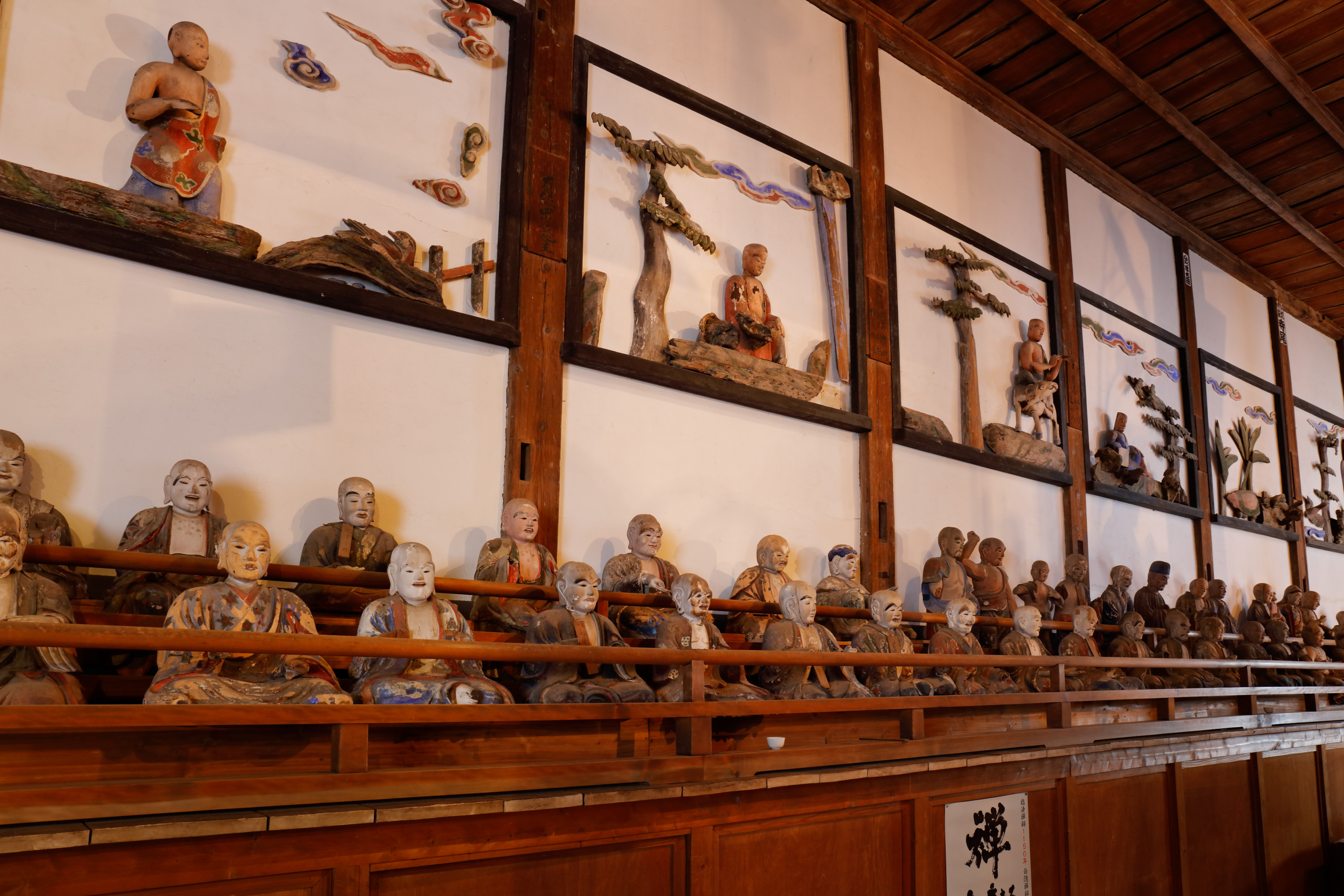
五百羅漢
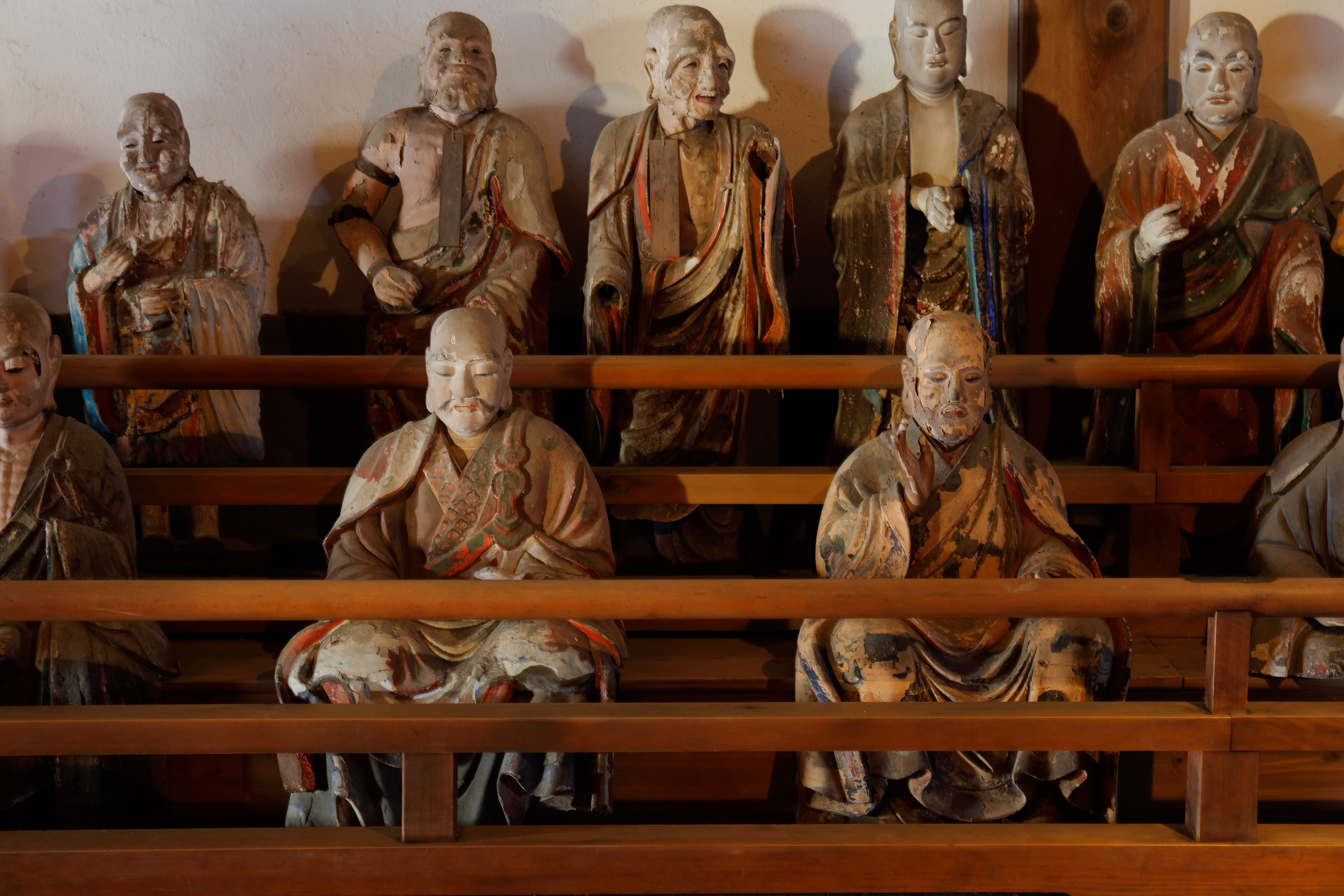
五百羅漢